# Dati leggibili a macchina
I dati leggibili a macchina sono dati (o metadati) esposti in un formato che li renda interpretabili da un computer.
Vi sono, da un lato, dati interpretabili dagli esseri umani che sono anche elaborabili da computer, in particolare mediante marcatori o espressioni codificate, come ad esempio i microformat o le estensioni RDFa. Dall'altro, esistono formati di file di dati espressamente intesi per essere elaborati da computer, come ad esempio RDF, XML, JSON.
Leggibile a macchina non è sinonimo di digitalmente accessibile. Un documento può essere digitalmente accessibile online, il che facilita l'accesso allo stesso da parte di umani via computer; tuttavia, se i dati contenuti nel documento non possono essere letti a macchina, sarà molto più difficile usare un computer per estrarli, trasformarli ed elaborarli. 
Per chiarire tale distinzione si pensi, ad esempio, a un documento PDF, il quale è sì digitalmente accessibile, tuttavia l'informazione in esso contenuta è difficilmente leggibile a macchina.
L'Office of Management and Budget (OMB) statunitense definisce l'equivalente espressione anglosassone "Machine-readable data" come segue: "Format in a standard computer language (not English text) that can be read automatically by a web browser or computer system. (e.g.; xml). Traditional word processing documents, hypertext markup language (HTML) and portable document format (PDF) files are easily read by humans but typically are difficult for machines to interpret. Other formats such as extensible markup language (XML), (JSON), or spreadsheets with header columns that can be exported as comma separated values (CSV) are machine readable formats. It is possible to make traditional word processing documents and other formats machine readable but the documents must include enhanced structural elements."
Pubblicare dati del settore pubblico in modalità aperte, standard e leggibile a macchina è una pratica incoraggiata nell'ambito della legislazione europea sul tema dell'informazione del settore pubblico.